# Claudia Laschan
Claudia Laschan (* 22. Dezember 1964 in Wien) ist eine österreichische Politikerin (SPÖ) sowie Abgeordnete zum Wiener Landtag und Mitglied des Wiener Gemeinderats. 

## Ausbildung und Beruf
Claudia Laschan wurde als Tochter eines Eisenbahners und einer Büroangestellten geboren. Sie besuchte die Volksschule und das Gymnasium an einer katholischen Mädchenschule Rudolfsheim-Fünfhaus. Sie war dort Schulsprecherin der [Aktion Kritischer Schüler] und schloss Kontakte zur Sozialistischen Jugend. Sie engagierte sich für die Abschaffung von Privatschulen und Noten.  
Nach ihrer Schulausbildung studierte Laschan Medizin und finanzierte sich das Studium durch Tätigkeiten bei Essen auf Rädern, beim Wäschepflegedienst, als Demonstratorin am Institut für Medizinische Chemie der Universität Wien, oder durch Mitarbeit bei einem Entwicklungshilfeprojekt. Laschan war Notfallsanitäterin beim Roten Kreuz Hainburg und absolvierte ihren Turnus am örtlichen Krankenhaus. 1997 wechselte sie ans Hanusch-Krankenhaus an die hämatologisch-onkologischen Abteilung.

## Politik
Claudia Laschan engagierte sich während der Schulzeit für SPÖ-nahe Organisationen und nach der Matura bei der Sozialistischen Jugend in Rudolfsheim-Fünfhaus. Sie vertrat ihre Bezirksorganisation in der Sozialistischen Jugend Österreich und war stellvertretende Vorsitzende der SJÖ. 1984 trat sie der SPÖ bei und engagierte sich bei den Bezirks-SPÖ-Frauen. 1994 bis 2001 vertrat sie ihre Partei in der Bezirksvertretung des Bezirks. Claudia Laschan ist seit 2001 Abgeordnete zum Landtag und Mitglied des Gemeinderats und wurde 2006 Bezirksvorsitzende der SPÖ in Rudolfsheim-Fünfhaus.